# Battaglia di Doiran (1918)
La terza battaglia di Doiran fu combattuta dal 18 settembre al 19 settembre 1918, con i greci e i britannici che assaltarono le posizioni della Prima Armata bulgara vicino al lago Dojran. La battaglia fece parte della prima guerra mondiale e si svolse nel fronte macedone. La battaglia si concluse con i bulgari che respinsero tutti gli attacchi, ma poi si ritirarono.

## Preludio
I greci e gli inglesi partirono dalla loro base di Salonicco contemporaneamente ai serbi e francesi. I greci e gli inglesi, sotto il comando di George Milne partirono all'attacco delle posizioni bulgari di Doiran mentre i serbi e francesi al comando del Franchet d'Esperey andarono a penetrare le difese bulgare nella valle del Vardar. I greci e gli inglesi miravano a catturare le posizioni bulgare nelle colline sopra il Lago Dojran .
Questa non era la prima volta che gli Alleati avevano attaccato Dojran - nel 1916, un tentativo anglo-francese fu respinto dalla Seconda Divisione di fanteria della Tracia, gli inglesi tentarono due volte senza riuscirci a conquistarlo nel 1917. Le fortificazioni erano ben costruite, dopo che i bulgari avevano provveduto, nei primi mesi del 1916 e all'inizio del 1917, a rafforzare le posizioni. Il terreno intorno alla zona era brullo, le fortificazioni erano circondate da tre chilometri di macchia mediterranea e di rocce. Parte delle difese erano la pericolosa cresta Pip e il Grand Couronne.

## La battaglia
A sinistra, l'obiettivo degli inglesi del XII Corpo costituito dalle divisioni 22 e 26, rinforzate dalla Divisione greca Seres fu quello di attaccare la difficile cresta Pip. Gli inglesi concentrarono 231 pezzi di artiglieria inclusi obici pesanti da 8 pollici. Il bombardamento ebbe luogo in due giornate, incluso proiettili a gas e si concluse con uno sbarramento mobile dietro al quale doveva avanzare la fanteria. Gli inglesi trascorsero il tempo precedente la battaglia per la preparazione e le esercitazioni per l'assalto. Di fronte a loro ci fu la 9ª Divisione bulgara Pleven con 122 cannoni, in difese molto ben preparate, comandate dal generale Vladimir Vazov.
Il 18 settembre, gli inglesi del XII Corpo attaccarono con la 66ª e 67ª Brigata della 22ª Divisione e la Divisione greca Seres. La prima trincea bulgara fu invasa, e la Divisione Seres penetrò nella seconda linea. I bulgari risposero con pesante fuoco di artiglieria e contrattacchi che riconquistarono il terreno perduto. Nel frattempo la 66ª brigata britannica e il 7º Battaglione South Wales Border subirono perdite pesanti e non riuscirono nei loro attacchi. Anche gli attacchi da parte dell'11º Reggimento gallese e del 9º Border Regiment non andarono bene. Gli inglesi della 67ª Brigata e del 12º Reggimento Cheshire seguiti dal 9º South Lancashire Regiment e dell'8º Kings Shropshire Light Infantry (KSLI) caricarono contro le fulminanti artiglierie e mitragliatrici bulgare. La 67ª Brigata perse il 65% dei suoi soldati. Alla fine della giornata il XII corpo era tornato al punto di partenza. Il 19 settembre, il XII Corpo attaccò di nuovo. Poiché l'attacco a nord del XVI Corpo del lago era fallito, il XII Corpo avrebbe attaccato da solo. La divisione greca Seres ripeté le prestazioni del giorno precedente, catturando alcune trincee bulgare prima di essere rigettata indietro dall'artiglieria pesante, dal fuoco delle mitragliatrici e dai contrattacchi della fanteria. Gli inglesi attaccarono con la 77ª Brigata, la 65ª Brigata indebolita, e più tardi con gli zuavi francesi. Le Brigate 66 e 67 erano ridotte in condizioni tali da poter servire solo per compiti difensivi e non parteciparono. La 77ª Brigata prese alcune trincee bulgare, ma era in una posizione esposta, essendo martellata dall'artiglieria e alla fine si ritirò prima del contrattacco bulgaro. La brigata sofferse circa il 50% di vittime. Il primo attacco della 66ª Brigata non riuscì così come fecero gli zuavi francesi.
Nel frattempo, anche il 18 settembre, gli inglesi del XVI Corpo attaccarono con la divisione greca di Creta, e la 84ª Brigata britannica a sostegno. Affrontarono la 1ª Brigata bulgaro-macedone con 24 cannoni e 64 mitragliatrici. La divisione greca attaccò con due dei suoi reggimenti sul fronte e un terzo di riserva, sostenuto sul fianco dall'84º. Come supporto ci furono sei batterie di artiglieria britannica. La 85ª Brigata britannica venne tenuta in riserva. Alle 05:00 i greci attaccarono, occupando gli avamposti della linea bulgara, poi dovettero spostarsi su una lunga pianura per attaccare le posizioni bulgare su una serie di colline che si affacciava sulla pianura. I greci attaccarono sconsideratamente attraverso la pianura, e penetrarono le linee bulgare ma vennero ributtati indietro da un pesante fuoco di artiglieria, fucili e mitragliatrici. L'artiglieria inglese era sempre schierata dietro di loro per supportarli nell'attacco.
I greci ripeterono diversi attacchi spericolati sulle linee bulgare ottenendo lo stesso risultato della prima volta. La sera i greci si ritirarono seguiti poche ore dopo dalle artiglierie inglesi. Il XVI Corpo non attaccò il 19 settembre a causa delle perdite subite. L'attacco non riuscì a causa della mancanza di supporto di artiglieria, i problemi di intercomunicazione e il precedente attacco sconsiderato dei Greci.

## Perdite
Le perdite degli Alleati sono stimate tra 6 559 e 7 819 soldati britannici e greci, contro 2 726 bulgari. La maggior parte delle perdite inglesi e greci erano del XII Corpo Divisione Seres, con meno di 1 000 provenienti dal Corpo XVI e Divisione cretese.

## Ritirata
Alcuni giorni dopo la battaglia, gli inglesi si resero conto che le fortificazioni bulgare erano tranquille. Gli eserciti greci e britannici avanzarono solo per trovare le posizioni bulgare abbandonate. I serbi e gli eserciti francesi avevano sconfitto parte dell'esercito bulgaro nella valle del Vardar e stavano avanzando verso Doiran. Ciò indusse il comando del Gruppo d'armate Scholtz ad ordinare alla Prima Armata bulgara di ritirarsi in modo che non sarebbe stata accerchiata alle spalle. Gli inglesi erano stanchi e proseguirono lentamente, e la retroguardia combatté abbastanza bene da permettere al resto delle loro truppe di allontanarsi. L'aviazione britannica attaccò le colonne bulgare in ritirata infliggendo alcune vittime.

## Conseguenze
Gli alleati continuarono ad avanzare in territorio bulgaro e alcuni dissero che l'esercito bulgaro si era ammutinato e minacciavano Sofia. Il 30 settembre, i bulgari si arresero agli alleati a Salonicco, al fine di evitare l'occupazione.
Gli inglesi concessero gli onori delle armi al generale Vladimir Vazov quando nel 1936 arrivò al Victoria Station a Londra, abbassando le bandiere di tutti i reggimenti che parteciparono alla battaglia. Il presidente della British Legion maggiore Goldy disse nel suo discorso: «È uno dei pochi ufficiali stranieri il cui nome figura nella nostra storia».